# Jonas Duarte
Jonas Ferreira Alves Duarte (Cachoeiro do Itapemirim, 2 de outubro de 1908 — Anápolis, 17 de junho de 1993), ou simplesmente Jonas Duarte, foi um comerciante, banqueiro e político brasileiro.
Foi governador interino de Goiás, de 5 de junho a 1 de setembro de 1952, de 30 de janeiro a 15 de fevereiro de 1954 e de 1 de julho de 1954 a 31 de janeiro de 1955.
Leva o nome do Estádio Municipal de Anápolis, cidade em que também fora prefeito de 31 de janeiro de 1961 até 31 de janeiro de 1966, onde o time da Associação Atlética Anapolina e o Anápolis Futebol Clube mandam seus jogos.

## Biografia
Jonas Ferreira Alves Duarte nasceu em Cachoeiro do Itapemirim, Espírito Santo, no dia 2 de outubro de 1908, sendo filho de Alcides Alves Duarte e Alice Ferreira Duarte.

## Carreira política

### Início
Ingressou na política em 1947, ao filiar-se ao Partido Social Democrático para concorrer à prefeitura de Anápolis, não se elegendo.

### Vice-governador estadual de Goiás
Nas eleições estaduais em Goiás em 1950, elegeu-se vice-governador de Goiás com 83.498 votos, ao lado do titular da chapa, o fundador de Goiânia, Pedro Ludovico Teixeira. Assumiu o governo estadual de modo interino, quando Ludovico renunciou para disputar a vaga de Senado Federal da República por Goiás, em 1º de julho de 1954, nas eleições daquele ano. 
Transmitiu o cargo ao vice-governador eleito, Bernardo Sayão Carvalho Araújo, pois seus votos foram confirmados pela Justiça Eleitoral do Brasil, ao contrário dos recebidos pelo titular da chapa, José Ludovico de Almeida, que acabou sendo eleito novamente em eleição suplementar e assumir em 12 de março de 1955.

### Prefeito de Anápolis
Obteve vitória eleitoral em Anápolis na eleição municipal de 1960, filiado agora ao Partido Trabalhista Brasileiro, permaneceu no cargo de 31 de janeiro do ano seguinte até a mesma data de 1966, sendo o 43.º prefeito municipal de Anápolis. 

### Secretário municipal, disputa pelo Senado e fim da carreira
Com a instauração do bipartidarismo, devido ao Ato Institucional n.º 2, Duarte filiou-se à Aliança Renovadora Nacional, partido governista da ditadura militar brasileira. Assumiu o cargo de Secretário municipal de Educação de Anápolis em 1975 até 1978, nomeado pelo prefeito Jamel Cecílio. Tentou disputar uma vaga no Senado Federal por Goiás, por uma sublegenda da ARENA, sendo derrotado e não voltando à disputar cargos políticos.

## Morte e legado
Jonas Duarte faleceu em Anápolis no dia 17 de junho de 1993, com 85 anos incompletos. Foi casado Luzia Silva Duarte, com quem teve 4 filhos, entre eles o deputado federal Haroldo Duarte.